# Carlos, 6.° Príncipe de Leiningen
Carlos, Príncipe de Leiningen (em alemão:  Friedrich Karl Eduard Erwin Fürst zu Leiningen; 13 de fevereiro de 1898 — 2 de agosto de 1946) era o filho de Emich, 5.º Príncipe de Leiningen. Ele era o príncipe titular da Leiningen de 1939 até sua morte.